# Antoine-Henri Jomini

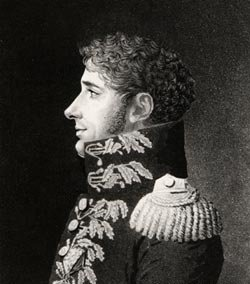
Antoine-Henri Jomini.

Antoine-Henri Jomini, född 6 mars 1779 i Payerne i den schweiziska kantonen Vaud, död 22 mars 1869 i Passy i trakten av Paris, var en general i fransk och rysk tjänst och uppmärksammad militärteoretisk tänkare och författare.

## I schweizisk tjänst
År 1798 fick Jomini, som då var köpman i Paris, en adjutantsplats hos krigsministern i Helvetiska republiken, en schweizisk statsbildning som existerade under Napoleonkrigen 1798–1803. Han blev snart chef för krigssekretariatet, med titel av bataljonschef (närmast motsvarande major), samt ägnade sig i denna post förtjänstfullt åt arméns organisation.

## I fransk tjänst
År 1801 slog han sig åter ned i Paris som delägare i en militärekiperingsaffär, och började 1803 skriva ett krigsvetenskapligt arbete vid namn Traité de grande tactique. Han fick som adjutant följa marskalk Michel Ney under 1805 års franska fälttåg mot Österrike samt utnämndes samma år till överste (adjutant-commandant) i generalstaben och förste adjutant hos Ney. Under 1806–1807 års fälttåg tjänstgjorde han dels i kejsare Napoleon I:s stab och dels i Neys stab, och blev 1807 brigadgeneral. Han deltog därefter i några fälttåg i Spanien under Ney och skrev 1810–1812 på Napoleons uppdrag historien om dennes fälttåg i Italien. Under fransk-ryska kriget 1812 var Jomini guvernör först i Vilna, sedan i Smolensk samt utsåg jämte general d’Éblé åt franska hären övergångsstället över Beresina. År 1813 blev han stabschef hos Ney. Det var på Jominis inrådan som Ney i stället för att, såsom han var befalld, marschera mot Berlin ändrade marschriktning och gick till Bautzen, där han visserligen 1813 besegrade, men ej tillintetgjorde de förbundna preussarna och ryssarna. Ney föreslog åt Jomini divisionsgenerals grad, men marskalk Berthier, som sedan 1805 hade förföljt honom, utverkade tvärtom en order om hans arrestering för några dagar och utmärkte honom på dagordern för försumlighet i tjänsten. Jomini valde då att övergå i rysk tjänst.

## I rysk tjänst
I rysk tjänst blev Jomini av tsar Alexander I av Ryssland utnämnd till generallöjtnant och generaladjutant. Han följde nämnde kejsare under återstoden av fälttåget 1813, utnämndes till general runt 1823, stiftade ryska generalstabsakademien och utvecklade en storartad skriftställarverksamhet. Han gick i pension från rysk tjänst 1829, men kallades åter in som rådgivare 1853–1856 i samband med Krimkriget.
Jomini har i en mängd arbeten givit en klar och tydlig beskrivning av grunderna för Napoleons krigföring, och han anses med allt skäl som en av krigskonstens få klassiska författare. Bland hans arbeten må nämnas
- Traité des grandes operations militaires, ou histoire critique des guerres de Frédéric II, 5 band, 1805–1809. De tre första delarna, 1805–1807, utkom under titeln Traité de grande tactique, 2:a upplagan, 8 delar, 1811, fick det ovan angivna namnet; 4:e upplagan utgavs 1847.
- Histoire critique et militaire des guerres de la revolution, 15 band, 1819–1824.
- La vie politique et militaire de Napoleon, racontée par lui-même au tribunal de César, d’Alexandre et de Frédéric, 4 delar, 1827, vartill slöt sig, som supplement, Precis politique et militaire de la campagne de 1815, utgiven 1839.
- Tableau analytique des principales combinaisons de la guerre, 1827, omarbetat och 1837 utgivet under titeln Precis de l'art de la guerre; översatt till flera språk, hans betydelsefullaste arbete, i vilket han sammanfattar alla sina åsikter.

## Jomini som militärteoretiker
Utmärktande för Jomini är strävan att sätta upp generella regler för krigföringen. Detta sätter honom i motsats till den andre välkände militärteoretiker som också baserade sina skrifter på Napoleonkrigen, Carl von Clausewitz med hans verk "Om kriget" utgivet 1832–1834. I mitten av 1800-talet var Jomini den mer uppskattade och läste av dessa två, bland annat i och med att det han skrev var lättare att omsätta till praktiska råd för fältherrar. Senare har Jominis idéer dock kommit att nedvärderas i jämförelse med Clausewitz synsätt.